# Angoon (Alasca)
Angoon é uma cidade localizada no estado norte-americano doAlasca, no distrito de Skagway-Hoonah-Angoon. É a única localidade da Ilha Admiralty.

## Demografia
Segundo o censo americano de 2000, a sua população era de 572 habitantes.
Em 2006, foi estimada uma população de 469, um decréscimo de 103 (-18.0%).

## Geografia
De acordo com o United States Census Bureau, a localidade tem uma área de 100,0 km², dos quais 58,3 km² cobertos por terra e 41,7 km² cobertos por água.

## Localidades na vizinhança
O diagrama seguinte representa as localidades num raio de 72 km ao redor de Angoon.